# Трансплантация лица
Трансплантация лица — медицинская процедура по частичному или полному замещению лица пациента (реципиента), используя ткани донора (например, ткани тела человека, погибшего в результате аварии или несчастного случая). 
Первая операция по частичной трансплантации лица была произведена во Франции в 2005 году. 
Первая в мире полная пересадка лица была проведена в марте 2010 года в Испании.
Турция, Франция, Соединённые Штаты и Испания (в порядке общего числа успешно проведённых трансплантаций лица) считаются ведущими странами в исследовании этой процедуры.

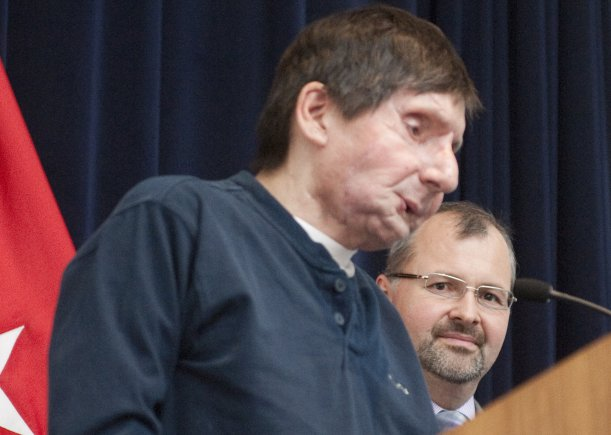

## Преимущества трансплантации лица
Эта процедура может эстетически помочь улучшить качество жизни людям с травмой, ожогом, болезнью, уродством или пороком развития лица.
Профессор Питер Батлер из Лондонского королевского госпиталя впервые предложил этот подход в лечении людей с обезображенным лицом в своей статье, опубликованной в журнале Lancet в 2002 году. В то время это предложение вызвало серьезные споры относительно этических аспектов процедуры.
Альтернативой пересадке лица является его реконструкция, которая обычно включает в себя перемещение собственной кожи пациента со спины, ягодиц, бедер или груди на лицо в серии из множества (до 50) операций, чтобы восстановить хотя бы ограниченную функциональность лица, которое часто сравнивается с маской или «живым одеялом».

## История
Первая в мире полно-лицевая операция по пересадке была проведена в 1994 году в Индии 9-летней Сандипа Каур, кожный покров лица которой был сорван, когда ее волосы попали в молотилку. Мать Сандипы была свидетелем аварии. Сандипу доставили в больницу без сознания с двумя фрагментами кожи лица в полиэтиленовом пакете. Хирургу удалось приживить кожу, восстановив кровообращение кровеносных сосудов. Операция прошла успешно, хотя у ребенка остались незначительные повреждения мышц, а также рубцы по всему периметру, где кожа лица была пришита. Доктор Сандипы Авраам Томас был одним из лучших индийских микрохирургов. В 2004 году Сандипа пошла учиться на медсестру.
В 1996 году аналогичная операция была проведена в австралийском штате Виктория, когда кожный покров лица и головы женщины был оторван в результате аналогичного происшествия, был упакован в лед и затем успешно восстановлен в ходе трансплантации.

### Частичная трансплантация лица

#### Франция
Первая в мире частичная пересадка лица была проведена 27 ноября 2005 года в Амьене челюстно-лицевым хирургом Бернаром Девошелем, пластическими хирургами Бенуа Ленжелем и Жаном Мишелем Дюбернаром. Пациентка, Изабель Динуар, перенесла операцию по восстановлению тканей лица, изуродованного ее собственной собакой. Ей был пересажен треугольный участок кожи лица — нос, щёки и подбородок женщины-донора, скончавшейся незадолго до операции. Через 18 месяцев 13 декабря 2007 года в журнале New England Journal of Medicine был опубликован первый подробный отчет о ходе этой процедуры и были представлены документы, подтверждающие, что пациентка была довольна результатами. В отчёте отмечалось, что весь путь был очень трудным, особенно в отношении реакции ее иммунной системы.
Динуар умерла 22 апреля 2016 года в возрасте 49 лет после продолжительной болезни.
В 2007 году 29-летний Паскаль Колер перенес операцию по пересадке тканей лица, после того как ему был поставлен диагноз нейрофиброма лица, вызванная генетическим заболеванием. Опухоль была настолько массивной, что мужчина не мог нормально есть и говорить. Операция, которая длилась около 20 часов, была разработана и выполнена Лораном Лантьери и его командой (Жан-Поль Менинго, Антонио Параскевас и Фабио Ингаллина).

#### Китай
В апреле 2006 года доктор Го Шучжун в военном госпитале Сицзинь, Сиань, аналогичным образом пересадил щеку, верхнюю губу и нос 30-летнему пациенту Ли Гуосину, на которого напал гималайский медведь, когда он пытался защитить своих овец. 21 декабря 2008 года в прессе появились сообщения о том, что Ли умер в июле в своей родной деревне, которая находится в провинции Юньнань. Смерть мистера Ли, как было сказано, была вызвана инфекцией, так как он не принимал назначенные иммунодепрессанты  должным образом. В другой публикации говорилось, что он перешел на лечение травами.

#### Турция
Турецкий пластический хирург Селахаттин Езмен 17 марта 2012 года в госпитале университета Гази, Анкара, провёл частичную пересадку лица 20-летней Хатис Нергис. Это была третья в Турции, первая от женщины-женщине и первая трехмерная трансплантация с использованием костной ткани. За шесть лет до этого в происшествии с применением огнестрельного оружия пациентка из Кахраманмараша потеряла верхнюю часть челюсти, включая: губу, нёбо, зубы и носовую полость, и с тех пор не могла есть. Она перенесла около 35 реконструктивных пластических операций. Донором стала 28-летняя турецкая женщина молдавского происхождения из Стамбула, покончившая жизнь самоубийством. Нергис скончалась в Анкаре 15 ноября 2016 года, через два дня после того как была госпитализирована из-за сильных болей.

#### Россия
Первая трансплантация лица в России состоялась 12 мая 2015 года в городе Санкт-Петербург на базе Военно-медицинской академии им. С.М. Кирова. Команду врачей возглавила доктор медицинских наук, пластический хирург Мария Волох. 
Пациент — молодой мужчина, который получил 19% ожога головы и тела, травмы кисти и нижних конечностей, катаракты обоих глаз. Трансплантация продолжалась 48 часов. Донором стал 51-летний мужчина, умерший в результате черепно-мозговой травмы. Врачи заместили костно- и мягко-тканные дефекты лица с включением композитного аллолоскута в кровоснабжение наружной сонной артерии.

### Полная трансплантация лица

#### Испания
20 марта 2010 года команда из 30 испанских врачей провела первую полную пересадку лица мужчине, пострадавшему в результате огнестрельного ранения. Ему были пересажены лицевые мускулы, кожа, нос, губы, челюсть с зубами, горло и кости скул.

#### Франция
8 июля 2010 года французские СМИ сообщили, что в госпитале Анри-Мондор, Кретей, была проведена полная трансплантация лица, включая слезные протоки и веки.

#### США
В марте 2011 года группа специалистов под руководством чешского пластического хирурга Богдана Помэхека из Бригамского госпиталя, Бостон (Массачусетс) провели полную пересадку лица пациенту  Далласу Винсу, который был сильно изуродован высоковольтным электрическим проводом. В результате несчастного случая он ослеп, а также остался без губ, носа и бровей. Зрение пациенту восстановить не удалось, но после трансплантации он смог говорить по телефону и чувствовать запахи. Это была первая подобная операция в США и третья в мире.
В апреле 2011 года, менее чем через месяц после того, как госпиталь выполнил первую полную пересадку лица в стране, команда специалистов под руководством Богдана Помэхека выполнила вторую полную пересадку лица 30-летнему Митчу Хантеру из Спидвея (Индиана). Это была третья процедура по пересадке лица, проведенная Бригамским госпиталем и четвертая пересадка лица в стране. Команда из более чем 30 врачей, медсестер, анестезиологов и других специалистов работала более 14 часов, чтобы провести пациенту полную трансплантацию лица, включая нос, мимические мышцы лица и нервы. Хантер получил сильный удар высоковольтным электрическим проводом в ходе автомобильной аварии в 2001 году.
19 марта 2012 года прошла одна из самых длинных и обширных трансплантаций лица, которая длилась почти 36 часов. Трансплантация начиналась у кромки волосяного покрова и заканчивалась шеей, заменяя по существу все, кроме глаз и остатков задней стенки трахеи. Пациент, Ричард Ли Норрис из Хилсвиля (Вирджиния), в 1997 году получил огнестрельное ранение и остался жить с обширной травмой лица. Трансплантация прошла в центре травматологии при университете Мэриленда, Балтимор (Мэриленд). Через семь месяцев после процедуры Норрис демонстрировал замечательный прогресс: мог улыбаться и показывать мимику, а также нюхать, пробовать и есть. По словам его лечащих врачей, двигательная функция на правой стороне его лица составляет около 80 процентов от нормальной, а на левой стороне - около 40 процентов.
В августе 2015 года в США была проведена наиболее обширная операция по пересадке лица: пострадавший в пожаре Патрик Хардисон получил не только новое лицо, но также уши и волосы. Донором стал 26-летний Дэвид Родебаух, погибший в результате ДТП.
4 мая 2017 года в Кливлендской клинике была проведена полная пересадка лица самой молодой пациентке в США. 21-летней Кэти Стабблфилд пересадили ткани скальпа, лба, верхних и нижних век, щек, челюстей, верхние и нижние зубы, часть лицевых нервов, мышц и кожу — то есть 100% лицевых тканей. После расставания с любимым человеком и проблем в семье девушка совершила попытку самоубийства. 25 марта 2014 года она пришла домой к брату, нашла его охотничье ружье, ушла в ванну и выстрелила в себя. Ей удалось выжить — но ее лицо было почти полностью уничтожено. За три года после попытки самоубийства девушка перенесла больше двадцати операций. Выстрел повредил ей нос, рот, кости челюсти и центральной части лица, а также часть лба. Глаза уцелели, но были сильно повреждены; чтобы она могла видеть, врачи установили специальное устройство, которое не давало срастись тканям. Кроме этого, у Кэти были тяжелые травмы мозга. «Ее мозг был практически обнажен, у нее были судорожные приступы и инфекции. Речь шла не о трансплантации лица, а о том, чтобы выжить», — рассказал журналистам врач Кливлендской больницы, который осматривал ее при поступлении. В марте 2016 года ее поставили в лист ожидания. Все это время с Кэти работали не только врачи, но и психологи — помогая ей восстановиться после попытки самоубийства и подготовиться к операции. Спустя 14 месяцев донора нашли: им стала 31-летняя Андреа Шнайдер, умершая от передозировки наркотиков. Операция длилась 31 час, в ней приняли участие 11 хирургов. Трансплантация прошла успешно.

#### Турция
Турецкий хирург Эмер Озкан и его команда 21 января 2012 года успешно провели полную трансплантацию лица в госпитале университета Акдениз, Анталия. 19-летний пациент Угур Акар получил сильные ожоги во время пожара в собственном доме, когда он был ещё ребенком. Донором стал 39-летний Ахмед Кая, скончавшийся 20 января. Турецкие врачи заявили, что его тело приняло новую ткань.
Почти месяц спустя, 24 февраля 2012 года, бригада хирургов во главе с Сердаром Насыром провела вторую успешную трансплантацию лица в госпитале университета Хаджеттепе, Анкара, 25-летнему Ченгизу Гюлю. Лицо пациента было сильно обожжено в результате несчастного случая с имплозией телевизионной трубки, когда ему было два года. Донором стал 40-летний Н. А. (семья донора не дала разрешения раскрыть его имя и фамилию), у которого за два дня до операции по трансплантации констатировали смерть мозга. Н.А. попал в больницу после аварии на мотоцикле, которая произошла 17 февраля.
16 мая 2012 года хирург Эмер Озкан и его команда в госпитале университета Акдениз, Анталия, провели четвертую в стране и свою вторую трансплантацию лица. Лицо и уши 27-летнего пациента Турана Чолака из Измира были сожжены при падении лицом в печь, когда ему было три с половиной года. Донором стал Тевфик Йылмаз, 19-летний мужчина из Ушака, который пытался покончить жизнь самоубийством 8 мая. Его смерть констатировали вечером 15 мая после семи дней пребывания в реанимации. Родители пожертвовали все его органы.
18 июля 2013 года лицо мужчины из Польши было успешно пересажено мужчине из Турции в ходе трансплантации, проведенной Эмером Озканом в госпитале университета Акдениз, Анталия, в ходе 6,5-часовой операции, и это была пятая такого типа операция в стране и 25-я операция по пересадке лица в мире. Донором был Анджей Куча, 42-летний польский турист, смерть мозга которого констатировали после сердечного приступа 14 июля во время купания на турецком морском курорте Мугла. 27-летний пациент, Реджеп Серт, вскоре прибыл из Бурсы в Анталию для проведения операции.
23 августа 2013 года хирург Эмер Озкан и его команда из госпиталя университета Акдениз, Анталия, провели шестую операцию по пересадке лица в Турции. 54-летний Салих Устюн получил скальп, веки, нижнюю и верхнюю челюсть, нос и половину языка 31-летнего Мухиттина Турана, смерть мозга которого констатировали после аварии на мотоцикле, которая произошла за два дня до этого.
30 декабря 2013 года Эмер Озкан и его команда провели свою пятую и седьмую операцию по пересадке лица в Турции в госпитале университета Акдениз, Анталия. Нос, верхняя губа, верхняя и нижняя челюсть 34-летнего Али Эмре Кючюка, которому констатировали смерть мозга, были успешно пересажены 22-летнему Реджепу Кайе, лицо которого было сильно деформировано в результате огнестрельного ранения с дробовиком. В то время как Кайя был доставлен из Кыркларели в Анталию через Стамбул в течение четырех часов, донорские органы были перевезены из Эдирне самолетом скорой помощи. Операция заняла 4 часа 10 минут.

#### Польша
15 мая 2013 года в филиале института онкологии им. Марии Склодовской-Кюри, Гливице, 33-летнему пациенту была проведена полная трансплантация лица, после того, как он потерял переднюю его часть в результате несчастного случая на работе. Операция заняла 27 часов и прошла под руководством профессора Адама Мацеевского. Перед операцией, которая проводилась примерно через месяц после несчастного случая, не было много времени на планирование и подготовку, поскольку трансплантация была проведена как срочная операция по спасению жизни пациента из-за проблем с приемом пищи и дыханием. Решение о проведении операции было принято сразу после получения согласия родственников подходящего донора, тело которого было перевезено за сотни километров в Гливице. Врачи считают, что после операции у их пациента есть прекрасная возможность жить нормальной, активной жизнью, и что его лицо должно работать более или менее нормально (его глаза в несчастном случае не пострадали).
Через семь месяцев, 4 декабря, та же польская медицинская бригада в Гливице пересадила лицо 26-летней пациентке с нейрофиброматозом. Через два месяца после операции она покинула больницу.

#### Финляндия
В начале 2016 года в Хельсинки была сделана 35-я по счёту в мире (первая в странах Северной Европы) операция по трансплантации лица. Подготовка длилась пять лет, в ней участвовало около 50 человек. Сама операция длилась 21 час, в ней участвовало 11 хирургов, а также около 20 других медицинских сотрудников  

## Операция и послеоперационное лечение
Процедура состоит из ряда операций, требующих ротации групп специалистов. С учётом вопросов типа ткани, возраста, пола и цвета кожи лицо пациента удаляется и заменяется (иногда включая основной жир, нервы, кровеносные сосуды, кости и/или мускулатуру). Операция может длиться от 8 до 36 часов, с последующим 10 — 14 дневным пребыванием в стационаре.
После процедуры необходим пожизненный прием иммуносупрессивных препаратов для подавления иммунной системы реципиента и предотвращения отторжения тканей донора. Долгосрочная иммуносупрессия увеличивает риск развития опасных для жизни инфекций, повреждения почек и рака. Операция может привести к осложнениям, таким как инфекции, которые могут повредить пересаженное лицо и требуют повторной трансплантации или реконструкции с помощью трансплантата кожи.

## Этические аспекты
В связи с операцией и её исполнением было проведено значительное количество этических дебатов. Основная проблема заключается в том, что пациентам требуется потенциально смертельная пожизненная иммуносупрессорная терапия, хотя их жизни до операции ничто не угрожало. В настоящее время четыре человека умерли от осложнений, связанных с процедурой.

## В культуре
- Без лица — американский фантастический боевик 1997 года. В фильме агент ФБР и террорист подвергаются экспериментальной операции по обмену лицами.
- Лицо (фильм, 2018) — польская драма режиссёра Малгожаты Шумовской о сложностях и непонимании окружающих героя, перенесшего трансплантацию лица.